# Springzaadbandspanner
De springzaadbandspanner (Xanthorhoe biriviata) is een vlinder uit de familie Geometridae, de spanners. De voorvleugellengte bedraagt tussen de 12 en 14 millimeter. De soort komt verspreid over Europa, Noord-Azië, de Kaukasus, Korea en Japan voor. Hij overwintert als pop.

## Waardplanten
De springzaadbandspanner heeft als waardplanten groot springzaad, klein springzaad en reuzenbalsemien.

## Voorkomen in Nederland en België
De springzaadbandspanner is in Nederland en België een niet zo gewone soort, die verspreid over het hele gebied kan worden gezien. De vlinder kent twee generaties die vliegen van eind maart tot in september.